# セイフガード級救難艦
セイフガード級救難艦（セイフガードきゅうきゅうなんかん、英語: Safeguard-class salvage ship）は、アメリカ海軍の救難艦（ARS）の艦級。1985年から1986年にかけて計4隻が就役し、2006年から2007年にかけて軍事海上輸送司令部（MSC）に移管された。

## 概要
1981年度に1隻、1982年度に2隻、1983年度に1隻の建造が承認され、5隻目は議会によって建造が中止された。自力航行不能となった艦の曳航やサルベージを主任務とし、限定的ながら消火能力や潜水支援能力も備えている。設計はボルスター級救難艦を改良したもので、主に居住性の改善が図られている。
艦の前後にサルベージ用のデリック・ブームを備えており、前方のものが30トン、後方のものが10トンの能力がある。また、潜水作業のための再圧タンクと150トンの吊り上げ能力があるシーブがあり、レスキューチャンバーを用いた潜水艦救難も可能。
兵装は、海軍籍時代にはエリコン Mk.67 20mm単装機関砲を2基搭載していたが、MSC移管後には撤去された。電子装備としてはAN/SPS-55航海レーダーを装備している。

## 同型艦
| #      | 艦名                        | 建造所                   | 起工           | 進水            | 就役            | 退役           | 備考                                                                                    |
| ------ | --------------------------- | ------------------------ | -------------- | --------------- | --------------- | -------------- | --------------------------------------------------------------------------------------- |
| ARS-50 | セイフガード USNS Safeguard | ピーターソン・ビルダーズ | 1982年 11月8日 | 1983年 11月12日 | 1985年 8月17日  | 2016年 10月1日 | 2007年9月26日に軍事海上輸送司令部（MSC）に移管され、T-ARS-50となる。2016年10月1日退役。 |
| ARS-51 | グラスプ USNS Grasp         | ピーターソン・ビルダーズ | 1983年 5月2日  | 1984年 4月21日  | 1985年 12月14日 |                | 2006年1月19日に軍事海上輸送司令部（MSC）に移管され、T-ARS-51となる。                    |
| ARS-52 | サルヴァ USNS Salvor        | ピーターソン・ビルダーズ | 1983年 9月16日 | 1984年 7月28日  | 1986年 6月14日  |                | 2007年1月12日に軍事海上輸送司令部（MSC）に移管され、T-ARS-52となる。                    |
| ARS-53 | グラプル USNS Grapple       | ピーターソン・ビルダーズ | 1984年 4月25日 | 1984年 12月8日  | 1986年 11月15日 | 2016年 10月1日 | 2006年7月13日に軍事海上輸送司令部（MSC）に移管され、T-ARS-53となる。2016年10月1日退役。 |